# Joseph Wagner

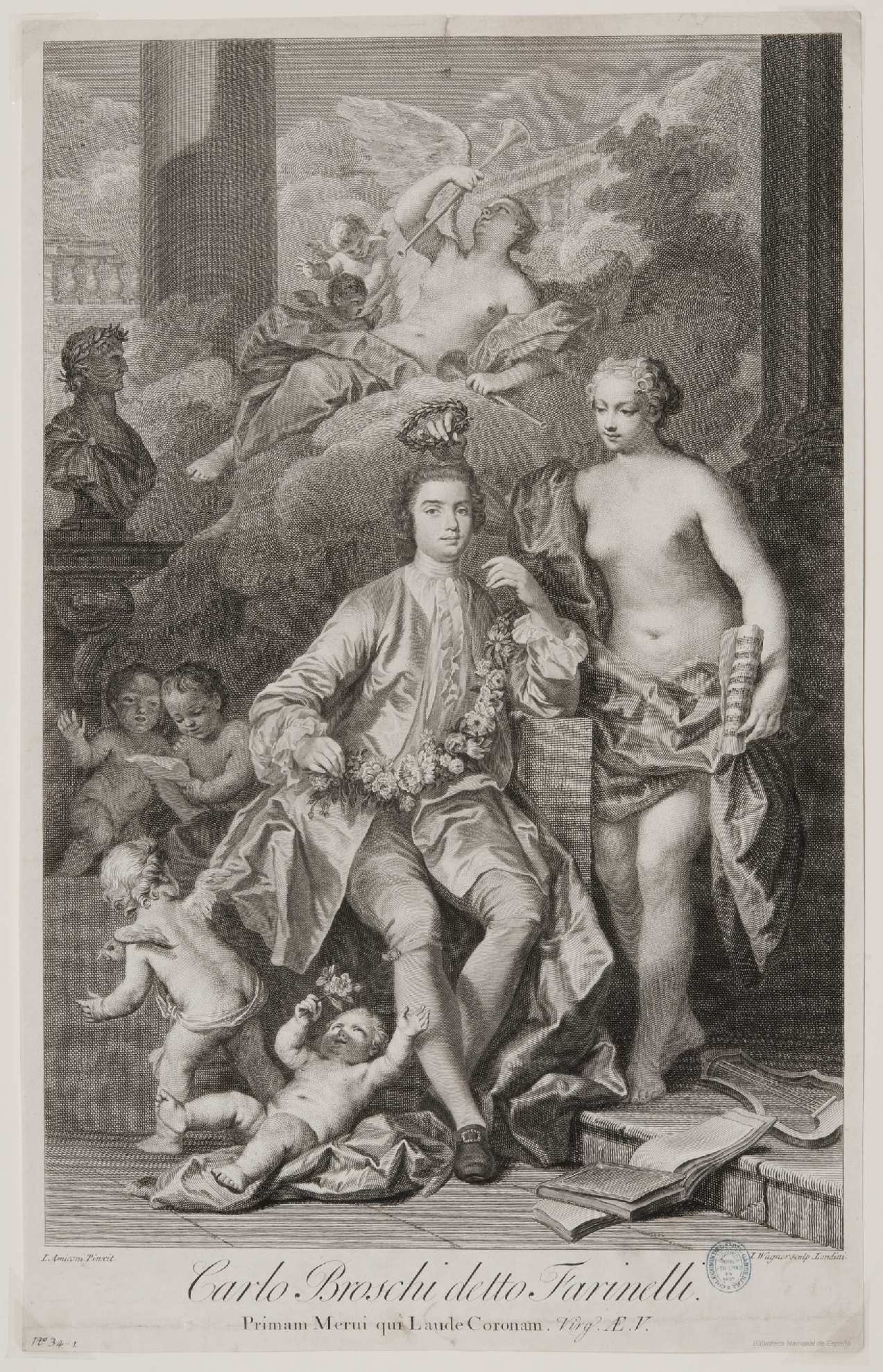
Carlo Broschi detto Farinelli, aguafuerte y buril (544 x 340 mm) firmado I. Amiconi Pinxit ; I. Wagner sculp. Londini. Madrid, Biblioteca Nacional de España

Joseph —Giuseppe— Wagner  (Thalendorf, c. 1706-Venecia, 29 de junio de 1786) fue un grabador al aguafuerte y buril alemán establecido en Venecia al frente de un próspero negocio de producción, edición y venta de grabados.
Nacido en Thalendorf, fracción del municipio de Gestratz, en el condado de Bregenz, a orillas del lago Constanza, en 1720 comenzó su formación como pintor en Múnich con Jacopo Amigoni, que de 1715 a 1728 residió en Baviera trabajando al servicio del elector Maximiliano II y el abad Ruperto II Ness en los frescos de la abadía de Ottobeuren y el palacio de Nymphenburg. Al mismo tiempo se inició en la técnica del grabado con  Franz Xaver Joseph Späth, que trabajaba también al servicio del elector. Acompañó luego a Amigoni en sus viajes por Italia —Venecia, Roma y Nápoles— y en diciembre de 1729, en tanto Amigoni marchaba a Inglaterra, se estableció en Bolonia con objeto de completar su formación artística en la Academia Clementina, de la que en 1755 fue hecho académico honorario. En febrero de 1730, «il Sign. Giuseppe Vagner Bavarese» obtuvo el premio de segunda clase de figura de la academia por un dibujo con el motivo de Sansón y los filisteos, conforme a lo estipulado en las bases del concurso.
Permaneció en la ciudad emilianense hasta octubre de 1732, cuando completados sus estudios emprendió viaje a Londres para reunirse con su maestro. Fue en este momento cuando, aconsejado por Amigoni, que lo animó a dedicarse al grabado, abandonó el estudio del dibujo para concentrarse en el manejo del buril. Asociado con Amigoni, ese mismo año abrió en Londres un primer negocio de estampación en el que también participó la hermana del veneciano, Carlotta, llamada l'Amicona, también ella pintora y grabadora.
Las primeras estampas salidas del taller, que tenía por misión principal la reproducción de las pinturas de Amigoni, fueron los retratos tomados del natural por el veneciano de las hijas del rey Jorge II, Ana, Amelia y Carolina, fechados en 1733. En 1735 abrió a partir de una pintura de Amigoni el retrato del célebre cantante Carlo Broschi, Farinelli, la «primera síntesis madura de su estilo». En él empleaba ya la técnica más a propósito para el grabado de reproducción por su ductilidad y que iba a caracterizar su producción, consistente en combinar el grabado al aguafuerte y el buril, técnica iniciada en París por Laurent Cars, de quien la habría aprendido Wagner. La estancia de Wagner en París —testimoniada por una estampa del Bautista en el desierto según Carle van Loo, firmada «Wagner sculp. Parisiis»— parece, sin embargo, que ha de retrasarse a 1736 —cuando también viajó Amigoni acompañando a Farinelli, invitado a dar un concierto en Versalles—, lo que significaría que Wagner no habría estudiado la técnica en contacto directo con Cars sino a través del estudio de sus estampas reunidas en el Recueil Jullienne.
En octubre de 1736 regresó a Londres con Amigoni y Farinellli. Además de proseguir con el grabado de los cuadros del veneciano, grabó una serie de vistas de Canaletto, de las que solo se tiene noticia documental, y otra de vistas de la Roma antigua —con dedicatoria a la reina Isabel de Farnesio—, tema que ya había interesado con anterioridad a Amigoni y que, en cierta manera, respondía a una moda que proporcionó ejemplos tan notables como el de la Antichita romane de Giovanni Battista Piranesi.
Tras la experiencia adquirida al norte de los Alpes, en 1739 se estableció definitivamente en Venecia, uno de los principales centros editoriales europeos, donde formó nueva sociedad con Amigoni para reproducir sus cuadros y dibujos mediante la estampa. En su taller calcográfico, para el que en 1750 recibió de la Señoría de Venecia privilegio para proteger frente a las copias las obras que saliesen de él por espacio de quince años, renovados periódicamente, acogió a jóvenes grabadores especializados en la reproducción mediante la estampa de obras pictóricas aplicando la citada técnica iniciada en Francia por Cars e introducida por él en Venecia.
El primer trabajo hecho en Venecia del que se puede ofrecer una fecha precisa es su contribución al segundo tomo de Delle Antiche Statue Greche e Romane, publicado en 1743, proyecto de Antonio María Zanetti para el que proporcionó cinco láminas. Su fama para entonces estaba ya bien asentada y no solo en Venecia, como demuestra el hecho de que a comienzos de 1744 el marqués y mecenas florentino Andrea Gerini enviase a estudiar con él a Johann Gottfried Seutter, grabador también de origen alemán al que había encomendado la realización de una serie de vistas de Toscana por dibujos de Giuseppe Zocchi, quien también podría haber dedicado un tiempo al aprendizaje del grabado en el taller de Wagner.
Gran parte de los más destacados grabadores del settecento veneciano pasaron por su taller y negocio editorial establecido en Merceria San Zulian, donde tuvo como discípulos y colaboradores, entre otros, a Francesco Bartolozzi, que destacaría más adelante en la técnica del grabado de puntos, Giovanni Volpato, su cuñado Antonio Capellan, y Charles Joseph Flipart, especialistas todos ellos en la mencionada técnica de reproducción consistente en el trazado de una trama de líneas, cruces y puntos abiertos a buril sobre un primer dibujo obtenido al aguafuerte, procedimiento con el que se podían sugerir texturas y colores. El mismo Piranesi, el tiempo que residió en Venecia, entre 1745 y 1747, estuvo en estrecho contacto con Wagner.
En 1760, el Cattalogo delle stampe che si vende appresso Giuseppe Wagner in Venezia con privilegio dell'Ecc.mo Senato incluía, junto a algunos grabados abiertos ya en Londres y posiblemente regrabados y algún otro que quizá se encontrase solo en fase de proyecto, un elevado número de estampas por invención de Amigoni, tanto dibujos como pinturas de variados temas, sin faltar los asuntos religiosos, los mitológicos, los paisajes, los alegóricos y los meramente decorativos. De todos ellos destacaban por su aprecio La Santa Faz, según el cuadro pintado por Amigoni para la reina de España Isabel Farnesio, ahora en el Museo del Prado, y la serie dedicada a las artes con título de la Virtú, de acusado gusto rococó. Pero junto al papel protagonista que tenían las invenciones de Amigoni, como cabía esperar del acuerdo que los unía, se encontraban estampas de Bartolozzi por dibujos de Zocchi, grabados de reproducción de escenas de costumbres e interiores venecianos de Pietro Longhi abiertos por Charles Joseph Flipart, series de paisajes según Francesco Zuccarelli y Marco Ricci, caprichos arquitectónicos de Giovan Francesco Costa, reproducciones de grandes telas de altar, entre ellas la de la iglesia de San Zaccaria del Veronés y la Muerte de santa Escolástica de Luca Giordano para la iglesia de Santa Justina de Padua, un Ecce Homo del Guercino, La Virgen con el Niño y el ángel custodio con san Francisco de Paula de Francesco Solimena, escenas pastoriles por dibujos de Nicolaes Berchem y, junto a todo ello, y también en gran número, estampas anónimas de pequeño formato y asunto devoto, conocidas en italiano como Santini, destinadas a un público más amplio y menos pudiente en términos económicos.

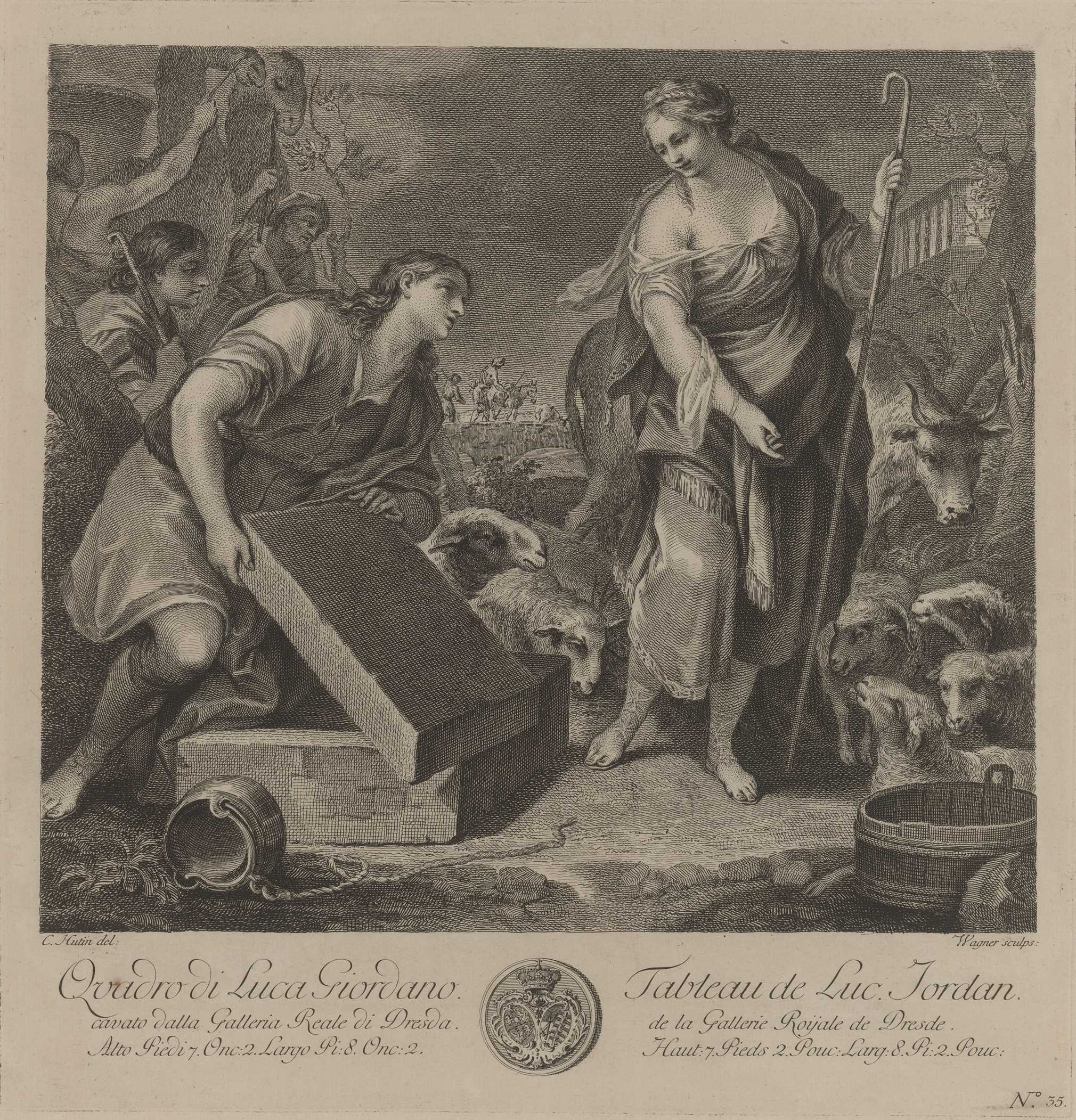
Jacob y Rebeca en el pozo, aguafuerte y buril, grabado de Joseph Wagner por dibujo de Charles-François Hutin a partir de una pintura de Luca Giordano de la Galería Real de Dresde. Recueil d'estampes d'apres les plus celebres tableaux de la Galerie Royale de Dresde.

El segundo catálogo, probablemente de 1768 (París, Bibliothèque de l’Institut de France), incluía como principal novedad tres series de grabados a partir de vedute de Canaletto en las que se percibe un modo más ligero y sintético de abrir las láminas. Además se incorporaban obras sobre modelos de Carlo Maratta, Giambattista Piazzetta, Giambattista Tiepolo o Francesco Fontebasso, muchas de estas abiertas por Bartolozzi.
Además de los cientos de láminas producidas en su calcografía de su propia mano o bajo su dirección, colaboró en otras importantes empresas calcográficas, como las series Delle Antiche Statue Greche e Romane, Le Pitture di Pellegrino Tibaldi e Niccolò Abati, volumen editado en 1756 por Giambattista Pasquali en el que corresponden a Wagner los retratos de Pellegrino Tibaldi, a partir de su autorretrato, y el del papa Benedicto XIV por dibujo de Gaetano Gandolfi, y el Recueil d'estampes d'apres les plus celebres tableaux de la Galerie Royale de Dresde, colección de estampas de reproducción de las obras maestras pertenecientes a Augusto III de Polonia, para la que grabó por dibujo de Charles-François Hutin, Jacob y Rebeca en el pozo y Raquel y Eliezer, pinturas de Luca Giordano actualmente perdidas.
En 1771 entró como académico de honor en la Academia de Bellas Artes de Venecia, siendo uno de los primeros grabadores en hacerlo. Cumplidos los setenta años seguía activo. Las tres últimas obras que se le conocen, de las que aparece como responsable personalmente, son tres retratos a partir de otras tantas pinturas de Giuseppe Angeli: el de Federico Maria Giovanelli que fue designado patriarca de Venecia en 1776 y con cuyo motivo fue encargado el retrato (Madrid, Museo Cerralbo), el de Felice Fortunato Duse y el de Giovanni Benedetto Giovanelli, el último datado, de 1779, en tanto la actividad del taller proseguía a pleno rendimiento así como la vigilancia directa de Wagner sobre el negocio comercial. Falleció en Venecia en 1786 dejando como heredero de su calcografía a su hijo Angelo, que continuó al frente del negocio hasta 1835.